# Chiesa di Sant'Antonio di Padova in Passopomo
La chiesa di Sant'Antonio di Padova in Passopomo è un edificio religioso situato in località Passopomo, Zafferana Etnea. Da un punto di vista ecclesiastico, fa parte della parrocchia di Maria Santissima del Carmelo e delle Anime Purganti di Bongiardo, Santa Venerina. 
È una delle chiese più antiche della zona: fu fondata dai fratelli Carlo e Alessandro Grassi nel 1724 nella loro proprietà in Passo del Pomo, allora nel Comune di Viagrande, dedicandola al santo di Padova. Sul luogo, lungo l'antica strada reale, si trova un'edicola votiva dedicata a Sant'Antonio che riceve un pomo da Gesù Bambino. 
Al suo interno si trovavano un'antica statua di Sant'Antonio di Padova del XVII secolo che è andata parzialmente distrutta (rimane solo la testa) e il Gesù Bambino, conservati nella parrocchia di Bongiardo.
Ogni anno, dall'11 al 13 giugno, all'interno della cappella, si svolge un triduo a cura dei devoti di Sant'Antonio e dei parrocchiani di Bongiardo.